# Bandeira do Cruzeiro

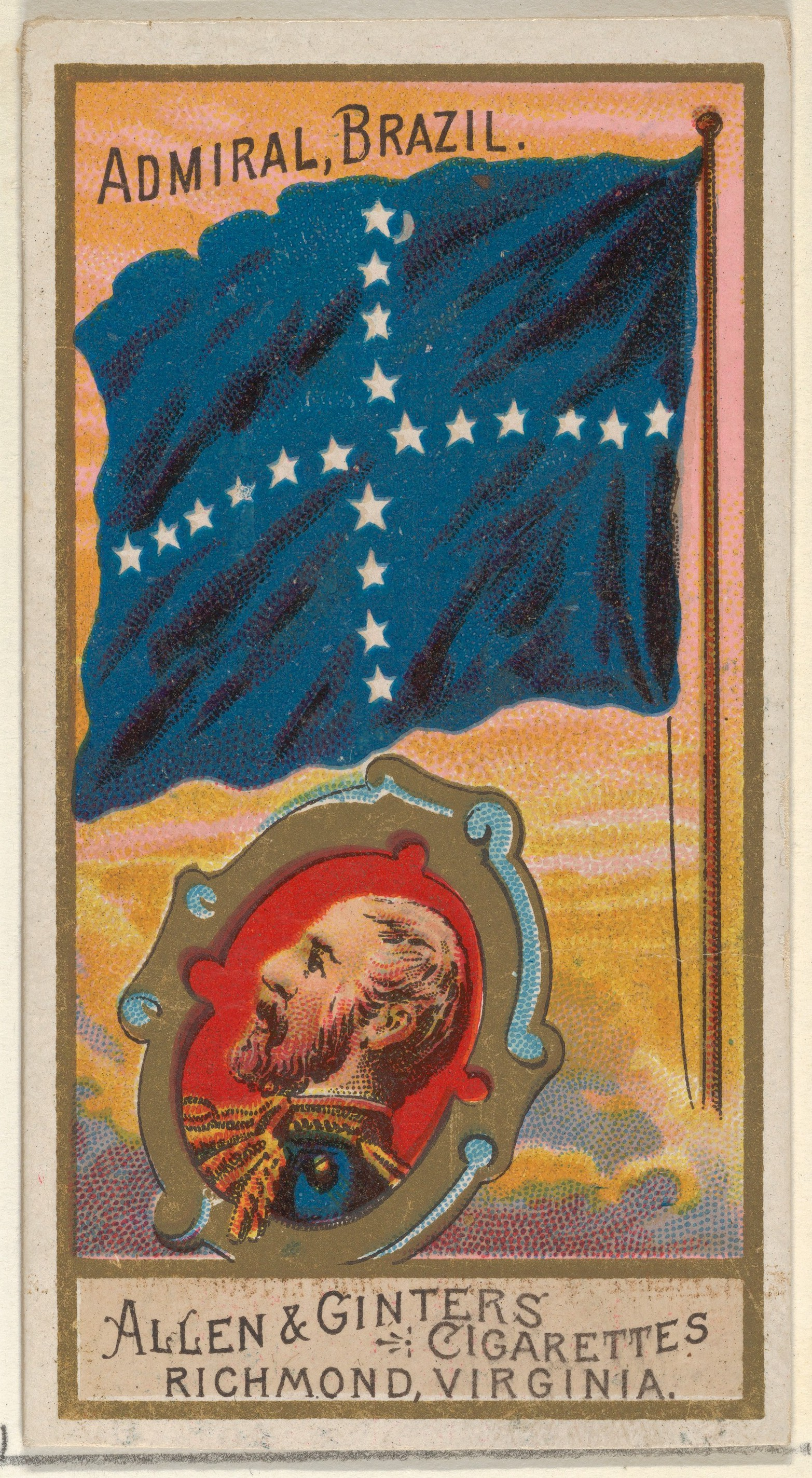
Em 1888 estampada na série bandeiras navais da firma, Allen & Ginter Cigarettes, fabricante estadunidense de cigarros.

A Bandeira do Cruzeiro é uma bandeira-distintivo e o jaque naval usado para identificar os navios incorporados à Marinha do Brasil.

## História
Foi criada por Decreto Imperial n° 544, sancionado por Dom Pedro II, em 18 de dezembro de 1847 inicialmente com apenas 18 estrelas. Ao longo da história, incorporou mais estrelas até atingir 21.

## Descrição
Conforme o Decreto n° 544/1847, a bandeira seria retangular, tendo inscrita uma cruz formada de dezoito estrelas brancas sobre campo azul celeste, que simbolizavam as províncias do Império. O Decreto nº 216-E, de 22 de fevereiro de 1890, alterado pelo decreto nº 3686 de 20 de junho de 1900, manteve a bandeira naval imperial, acrescentando-lhe mais duas estrelas.
Atualmente, sua descrição, tal como dada pelo Cerimonial da Marinha, é a seguinte:
A Bandeira do Cruzeiro tem cor azul-marinho, forma retangular, metade do número de panos da Bandeira Nacional que for hasteada, dividida em quatro quadriláteros iguais por uma série de estrelas brancas, uma posicionada no centro e as demais igualmente espaçadas entre si, contando-se com a do centro treze no sentido do comprimento e nove no da largura, totalizando vinte e uma estrelas.
Apesar da criação do estado da Guanabara em 1960 e sua extinção em 1975, bem como a criação dos estados de Acre (em 1962), Mato Grosso do Sul (em 1977); Amapá, Roraima, Rondônia e Tocantins (em 1988), a bandeira naval não teve o número de estrelas modificado, mantendo as 21 estrelas que representavam os estados da república até 1960.

## Usos

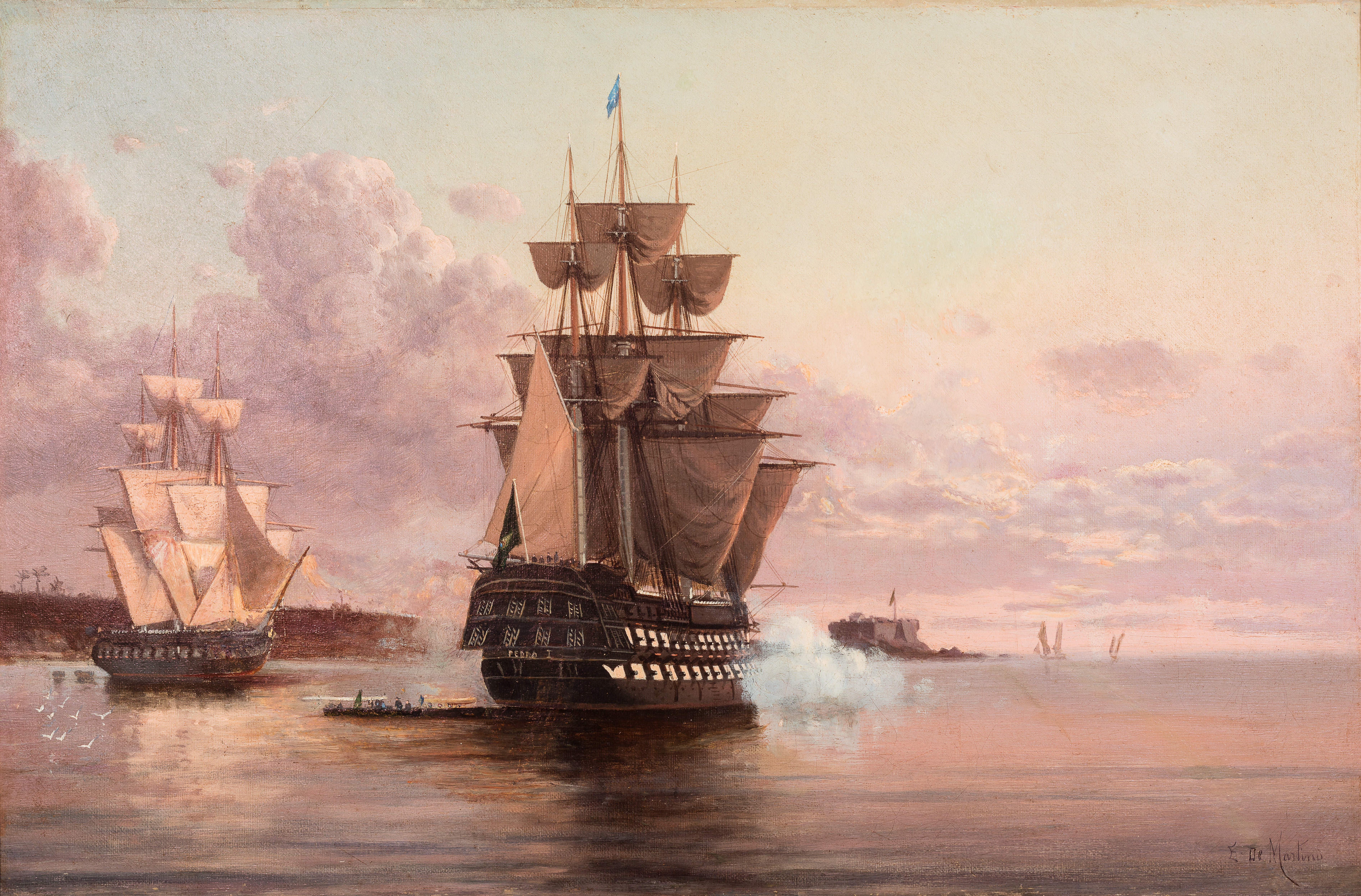
Retratada no alto da Nau Pedro I, pintura de Eduardo de Martino da Coleção Museu Naval.

Seu uso é prescrito pelo Cerimonial da Marinha, cuja redação atual foi aprovada pela Portaria nº 193/MB, de 22 de maio de 2009: ela é hasteada e arriada diariamente, no "pau do jeque" (um mastro no extremo da proa), simultaneamente com a Bandeira Nacional, em todos os navios incorporados à Marinha Brasileira, quando estes estiverem no dique, fundeados, amarrados ou atracados. Todavia, deverá ser hasteada a meia adriça quando assim o for a Bandeira Nacional, por motivo de luto ou funeral.

## Derivações
A Bandeira do Cruzeiro ao longo da história brasileira tem servido como base para várias outras bandeiras brasileiras. Ela é a base dos pavilhões navais e das bandeiras insígnias ministeriais e vice-presidenciais.

Bandeira-insígnia do Vice-Presidente do Brasil.
Bandeira do Ministro da Defesa do Brasil.
Pavihão do Almirantado
Pavilhão do Comandante da Marinha